# 林村許願樹

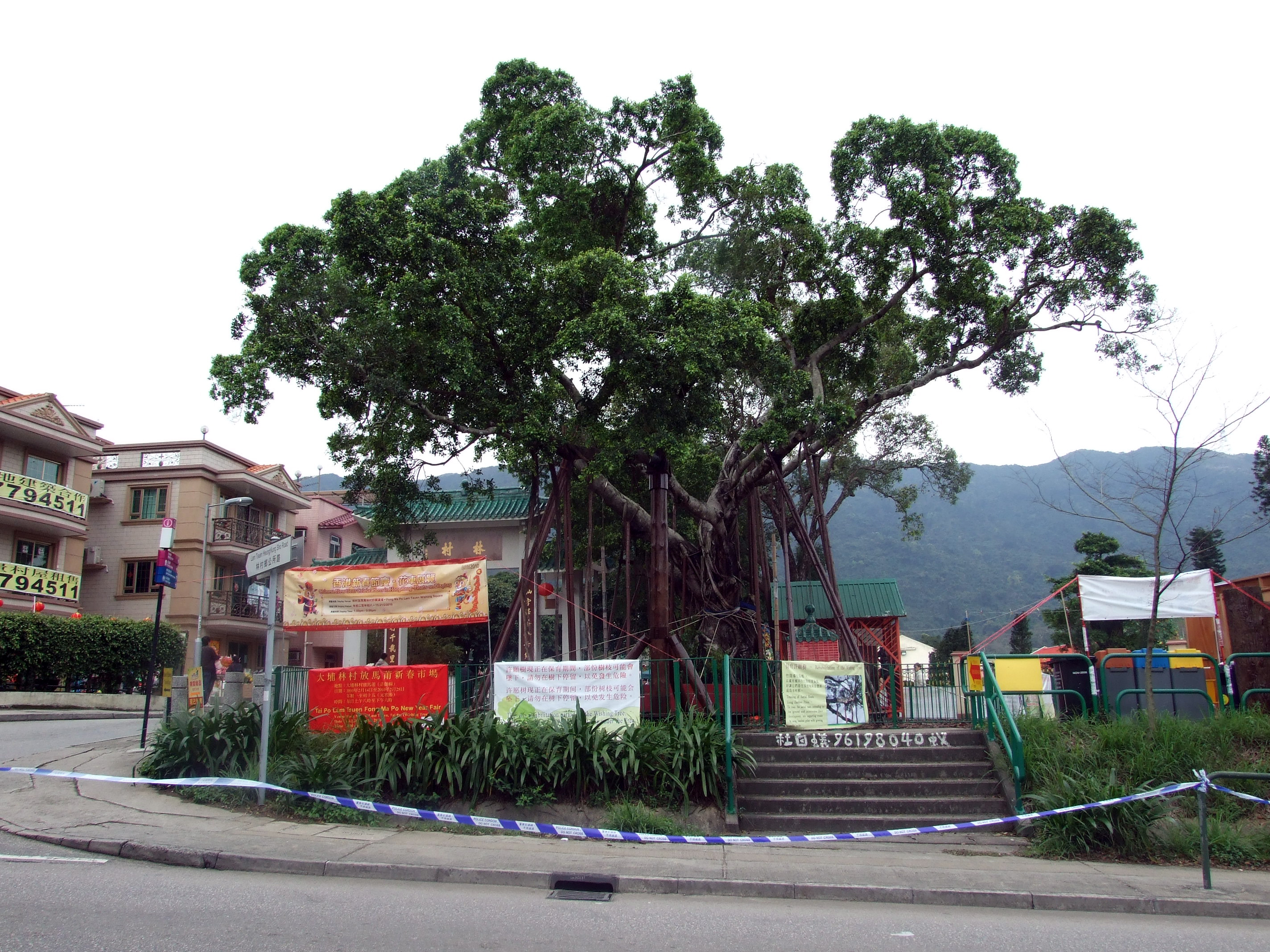
林村許願樹

林村許願樹（英語：Lam Tsuen Wishing Trees）位於香港新界大埔林村中的放馬莆村，是香港著名的許願勝地，座落於村內建於清朝乾隆年間的天后廟側。

## 歷史
林村許願樹是兩棵大榕樹。兩樹被當地村民視為神靈，並在其根部燃點香蜡燭冥鏹祈福許願，稱為「香仔樹」。後來，人們還製作寶牒，把姓名、出生年月日及願望寫在寶牒上，再附上百解符、貴人指引及祿馬衣等，並將其繫上重物（早年用石頭，因擔心會誤傷人，已改用橙），然後在誠心參拜後向樹許願後便將其拋上樹幹，不跌下來者代表願望可成真，拋寶牒許願是道教流傳的一種習俗。大埔放馬莆村的村民在農曆新年到天后廟供奉後，向廟外的大樹拋寶牒許願，並沒有特定哪一棵樹是許願樹，久而久之村口的大榕樹就成為了「許願樹」，本來這只是當村的習俗，但1998年無綫電視劇集《冤家宜結不宜解》中把「許願樹拋寶牒」的村落習俗廣傳開去，吸引了很多香港居民甚至外地遊客來到林村許願樹許願，以農曆新年期間的人流最旺，導致許願樹主幹在2005年的農曆大年初四不勝負荷而塌下，遂步向死亡，康復無望。
現時在林村牌匾外面已是第三代的許願樹，因為位於天后廟側第一代的通心大樟樹和第二代的洋紫荊，早年先後被火燒掉，善信後來改拜現時這棵樹齡過百年的大榕樹，其後村內又移植一棵小榕樹，故林村到目前有兩棵許願樹。據說兩棵許願樹也能許願，它們「各司其職」：小的那一棵是求子女和姻緣的，而大的那一棵則是求學業、事業、家宅、財運和健康的。

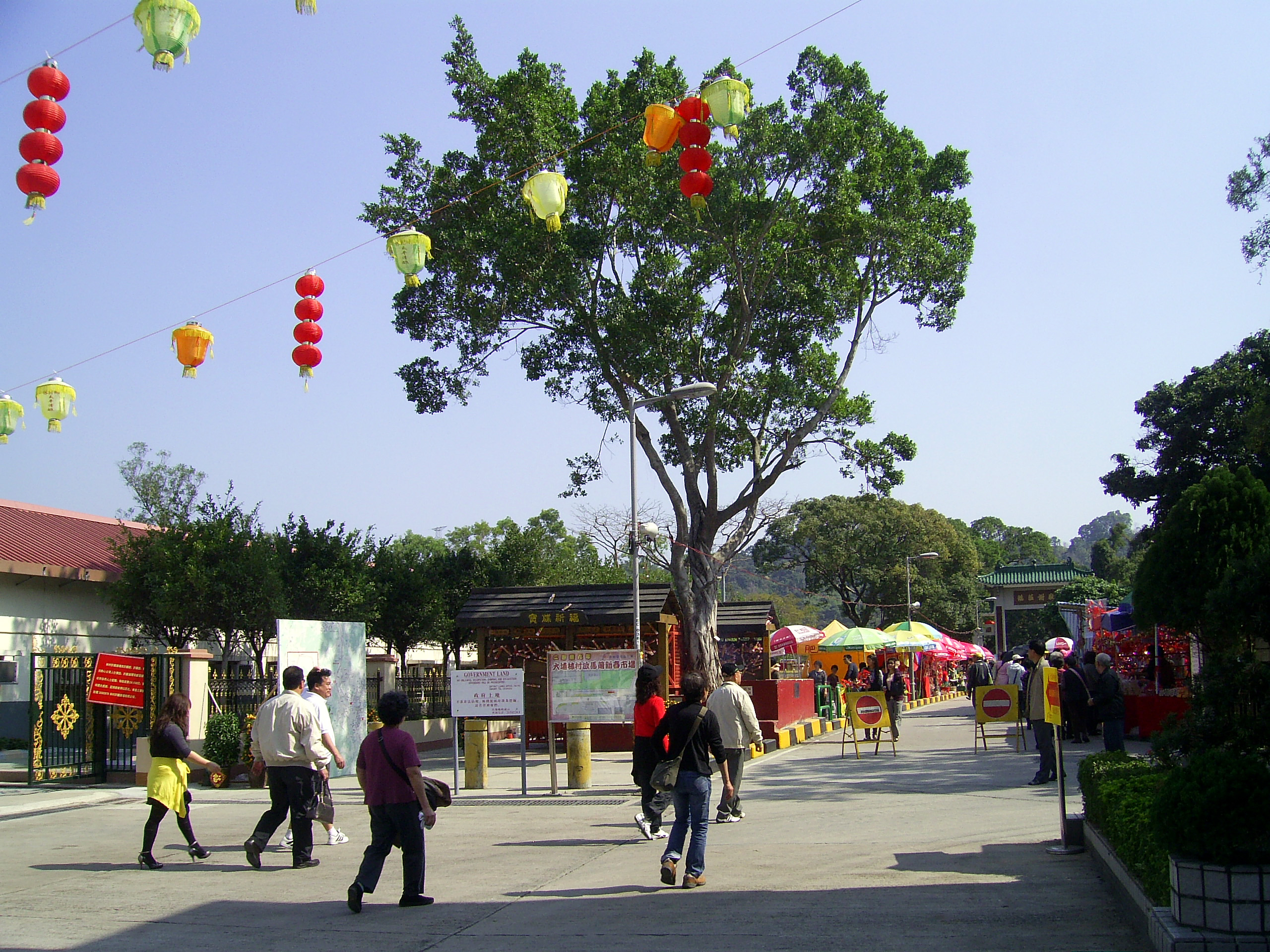
村內的「小」許願樹

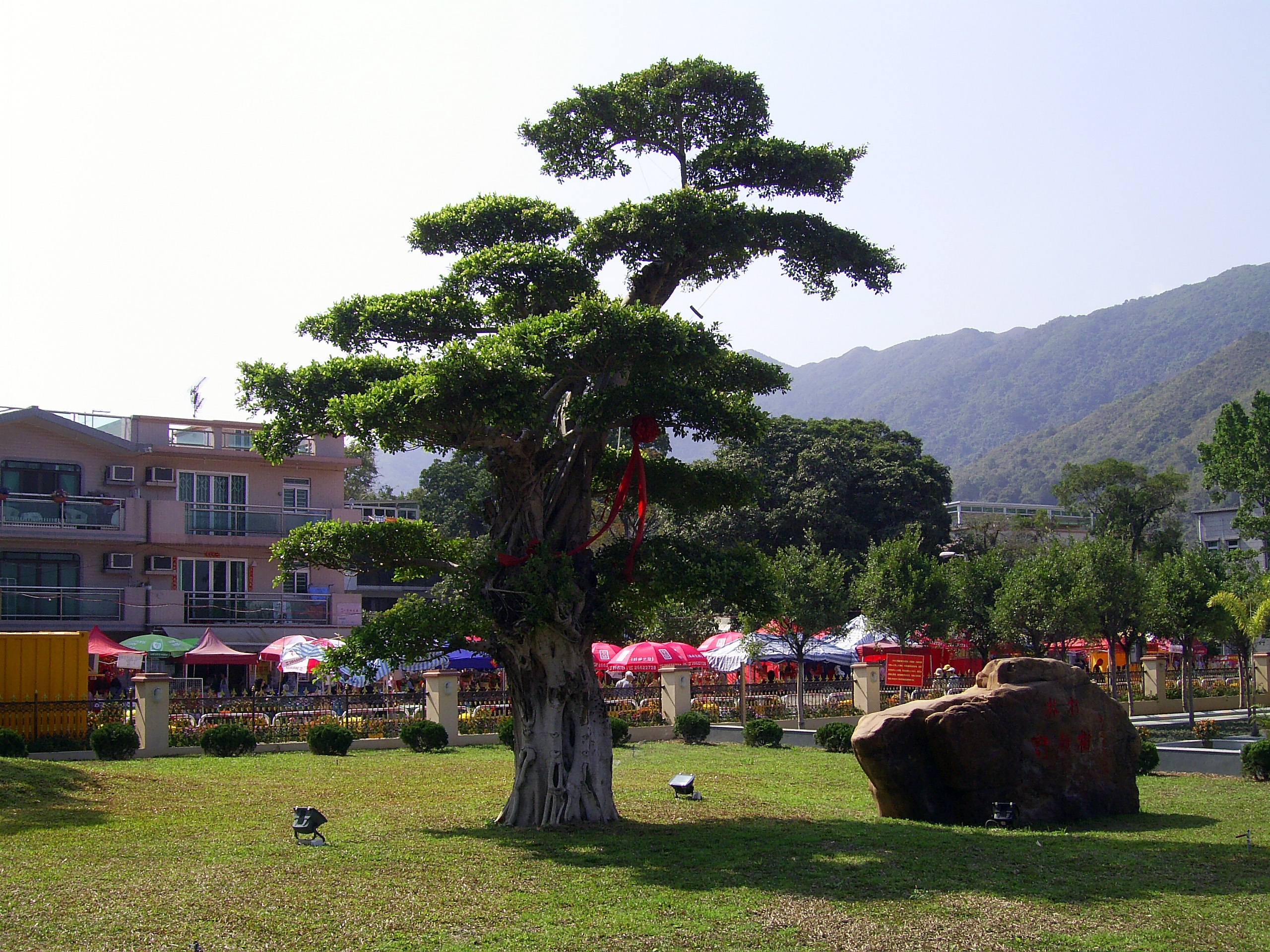
從增城引入的「新」許願樹

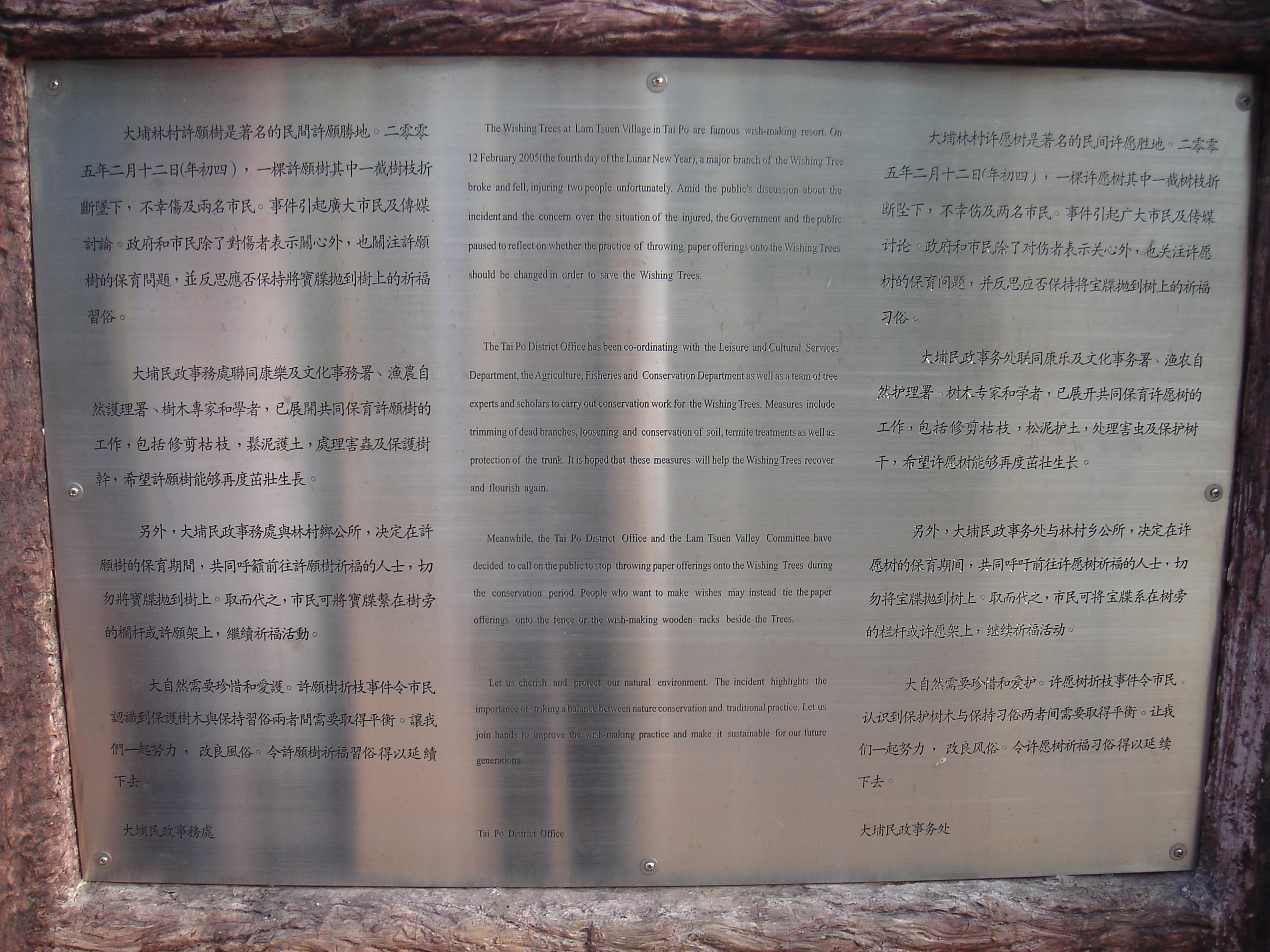
大埔民政事務處張貼的許願樹告示板

由於許願樹經常受到寶牒纏繞，使其變得相當脆弱。2005年2月12日大年初四，其中一棵許願樹終於不勝負荷，其中一條主幹塌下，導致多人受傷。其後當局明令禁止拋寶牒上樹幹，改設木製的許願架供遊人掛上寶牒，使許願樹能夠休養生息。然而，仍有少量遊客不理會這個勸喻，仍然將寶牒拋上許願樹。
政府做了大量的工夫去救許願樹，但是由於許願樹損傷嚴重，所以即使盡了全力保育，只剩下四成生命力，仍然沒有復原的跡象。專家曾視察過，知道許願樹沒有新的氣根「落地生根」，綠葉亦買少見少後，就斷定許願樹已難復當年樹影憧憧及樹大根深，而步入衰老期，並將於5至10年內枯死。2008年，經過近三年的急救，許願樹「大病初瘉」，開始有能力長出新葉，和新的氣根。
2008年由新創建集團慈善基金及綠色力量合辦的「港人·港樹·港情」的「香港人的榕樹」選舉，經過近3個月的投票時間，最終由大埔林村許願樹以2,286票獲選為「香港人的榕樹」。
在新春期間民政事務總署會加派義工及制服團體，勸喻市民不要拋寶牒上樹，如屢勸無效，警方會票控拋寶牒善信。

### 引入新許願樹

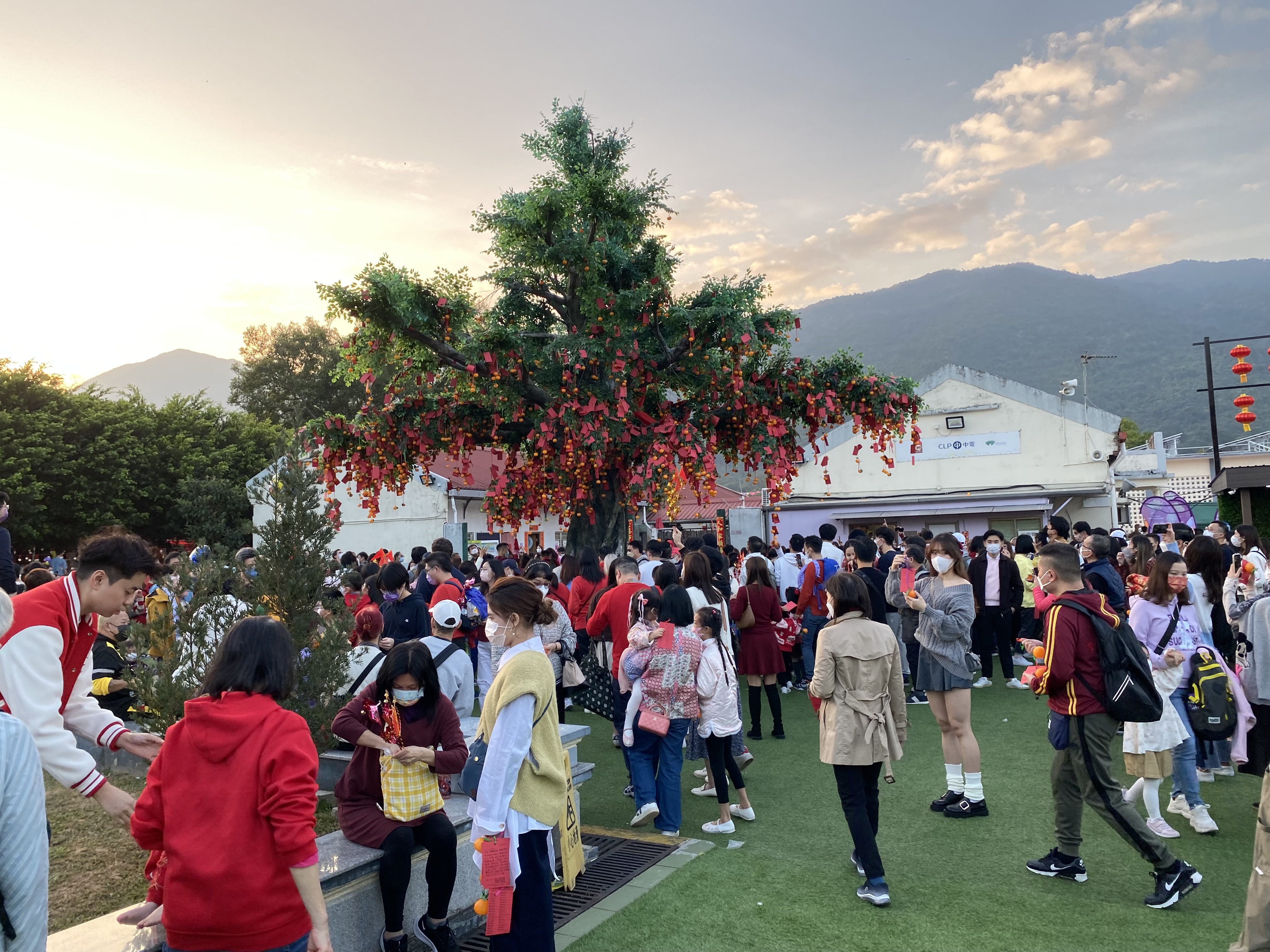
香港許願節2023

2008年3月30日，林村鄉公所從廣州增城引入一棵新的許願樹，植根在距離舊樹十米的地方。新的許願樹屬細葉榕，樹齡60至70年，高20英呎，修剪成23個樹托。同時鄉公所會斥資300萬港元興建配套設施，包括加設許願石及建許願廣場，預料在年底開放予公眾。新的許願樹同樣禁止善信向樹身擲寶牒，會在樹旁安放鐵架供市民掛上寶牒。

### 塑膠代用品
2009年林村鄉公所以一棵約高15呎的塑膠許願樹作為代用品讓市民拋寶牒，塑膠許願樹只有原樹的一半高度，市民可以30港元購買一個模擬寶牒，是用豆和棉花包裝成的袋代替橙，在許願紙寫上願望後綁上豆袋拋上樹上。
2010年鄉公所將林村公立學校闢為許願廣場舉行「林村許願嘉年華」，並花費38萬港元在廣州訂製25呎高的玻璃鋼樹桿仿真細葉榕和祈福架，以輕身的塑膠橙繫上寫好各種願望的寶牒，讓善信將寶牒擲上樹，但寶牒亦「升值」到每份20元。

### 設置許願池
於2011年，有關代表於許願樹旁設置了一座許願池，許願池是一條長約40厘米闊的長方形玻璃水道，公眾可於許願咭上寫上願望，放在蓮花造型的許願燈，再投進池中作祈福。

### 設置許願木鎖
2015年，大埔林村參考了世界各地的爱情锁景點，於許願節特別製作木鎖，讓大家寫下願望並鎖上祈福。

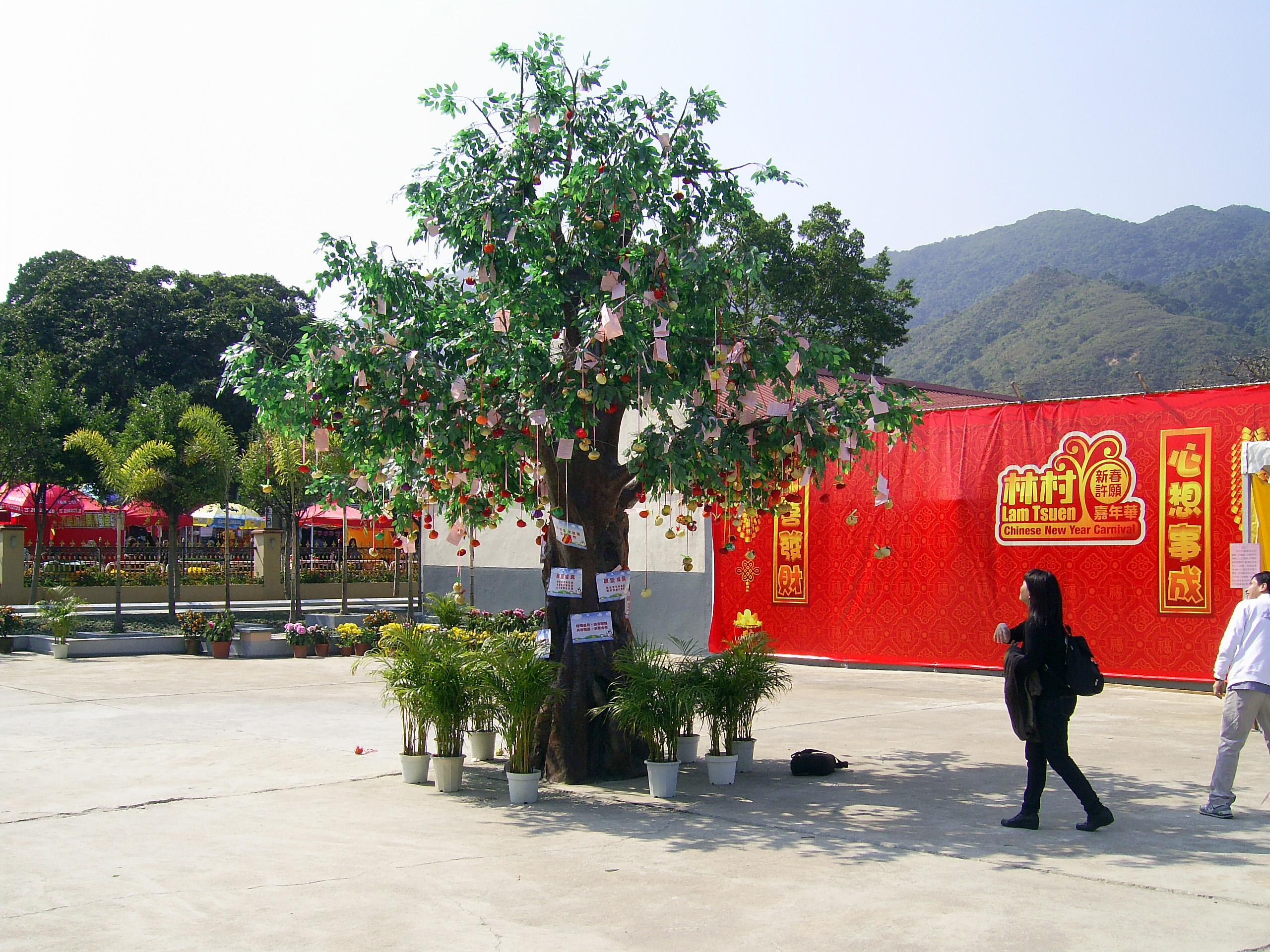
2009年15呎塑膠許願樹
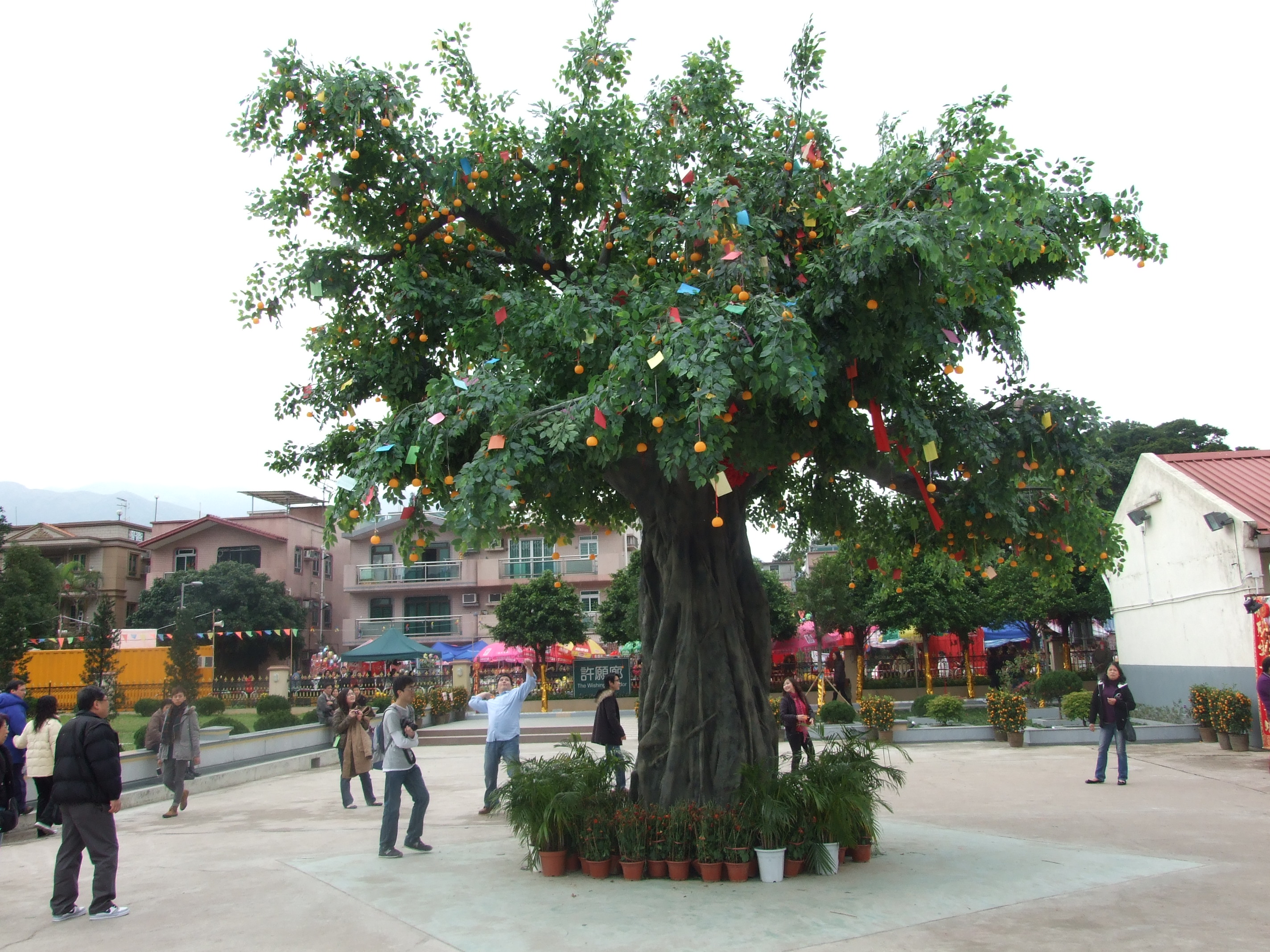
2010年25呎塑膠許願樹
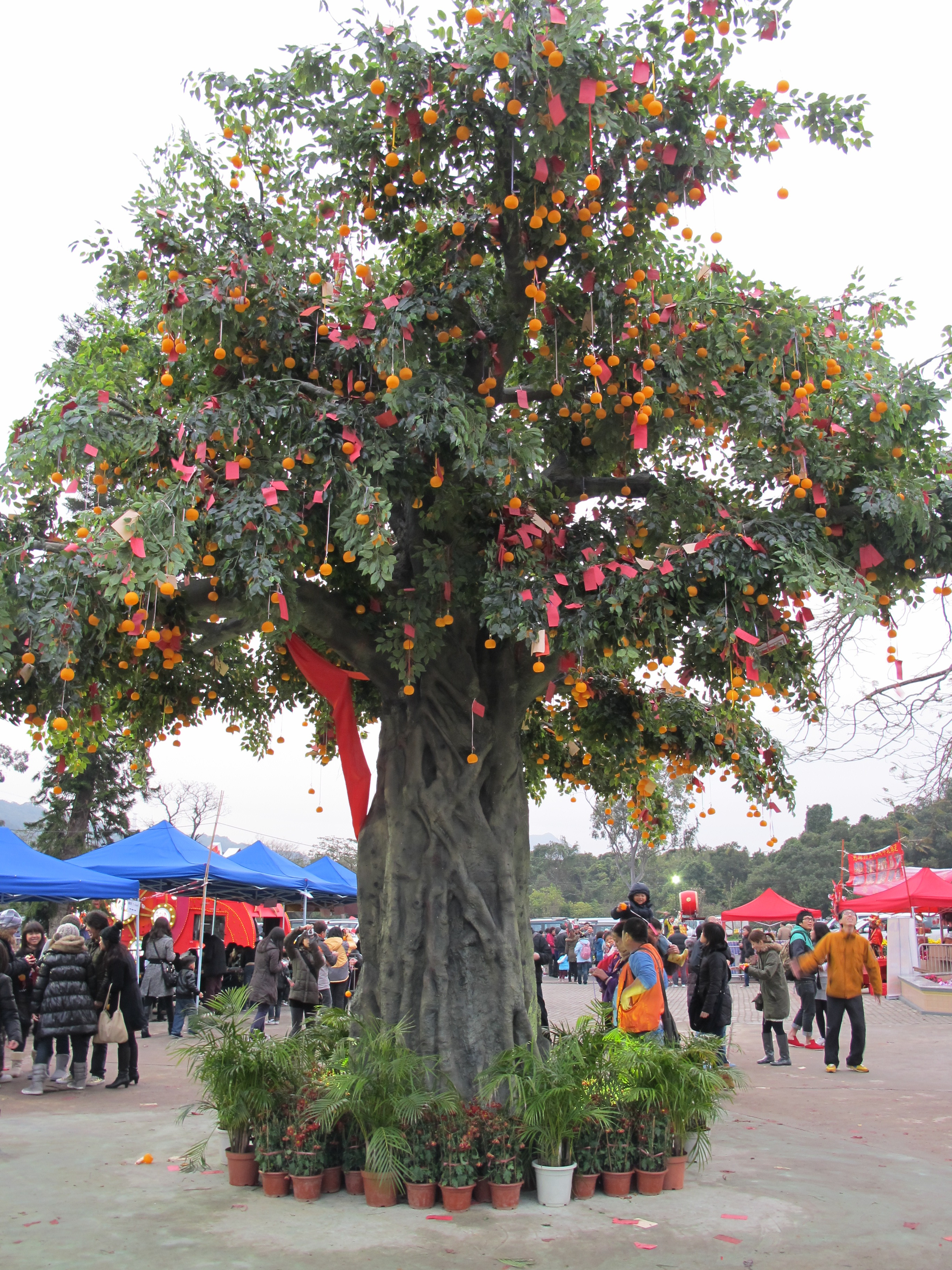
掛滿許願寶碟的許願樹
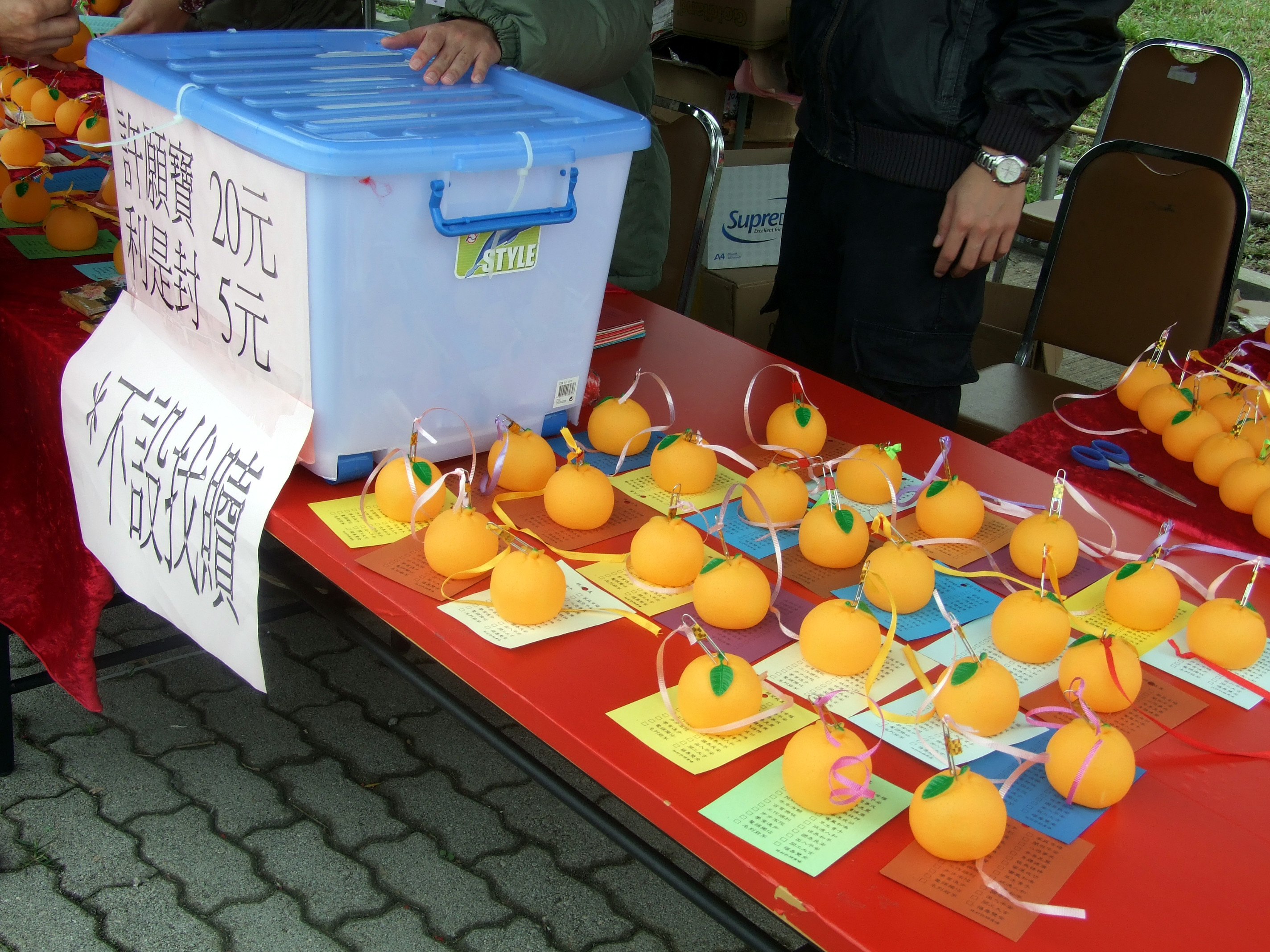
塑膠橙及許願寶牒
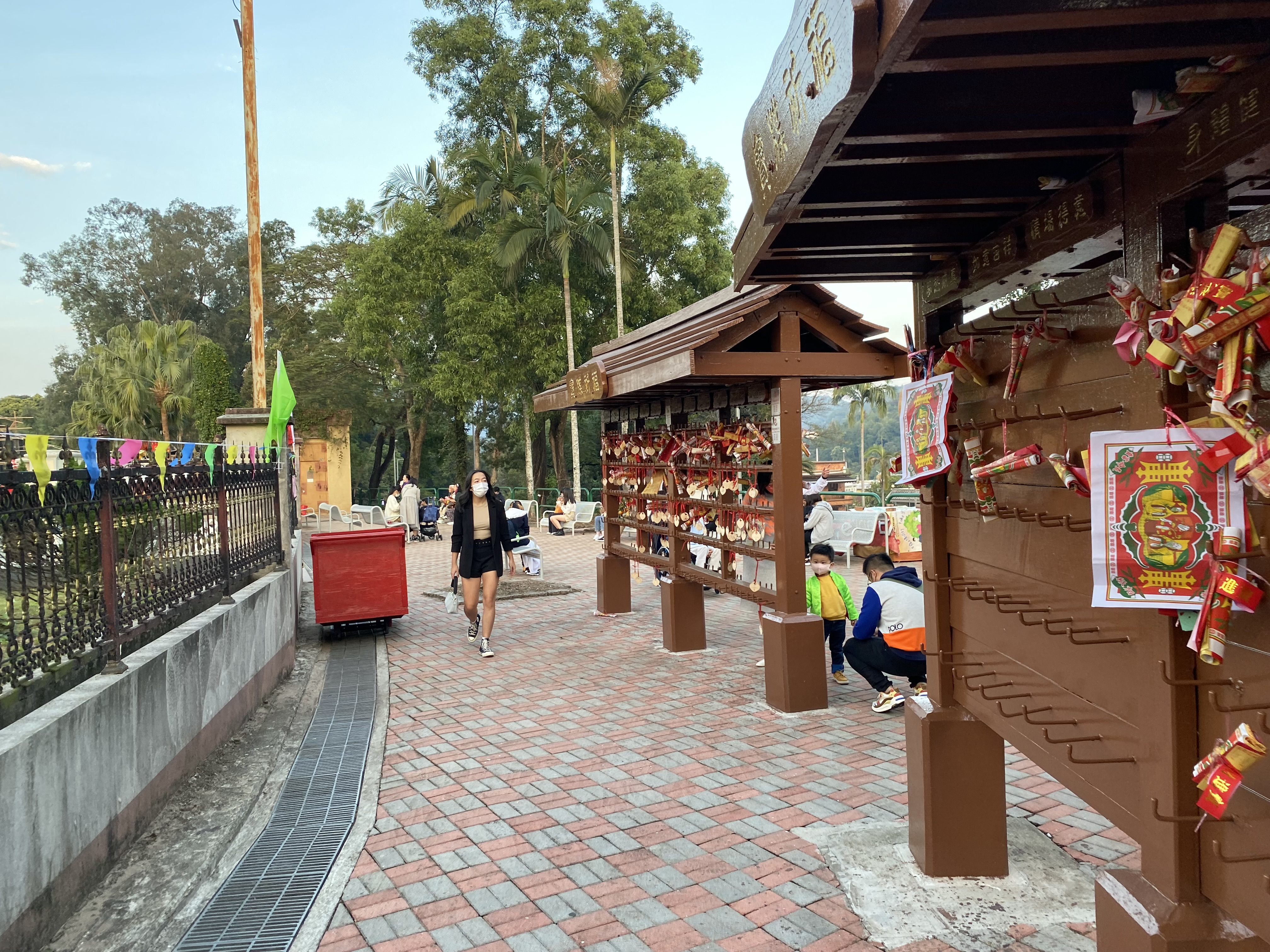
許願木鎖

## 拯救許願樹
1. 禁止市民向樹木投擲寶牒，解除樹上物件；
2. 移走樹下的鐵架；
3. 拆除樹冠以下混凝土；
4. 翻鬆樹下泥土，重新鋪上高質有機土壤；
5. 移去樹下混凝土及鐵架，並加上圍欄，不讓人走近；
6. 建立支撐系統；
7. 設立數個「許願架」，當中兩個刻有十二生肖，讓市民選擇自己生肖的位置，掛上寶牒。

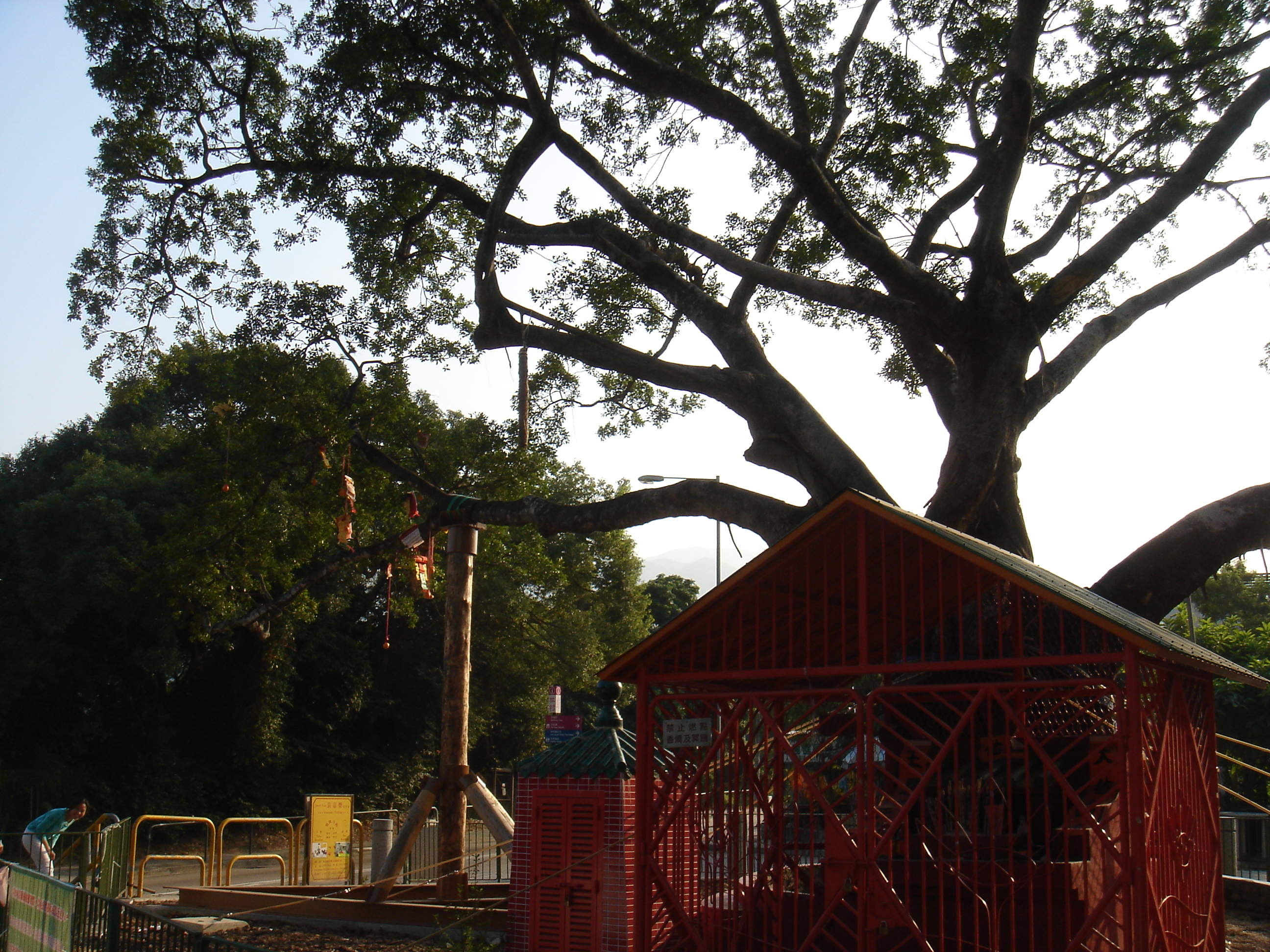
2005年的許願樹
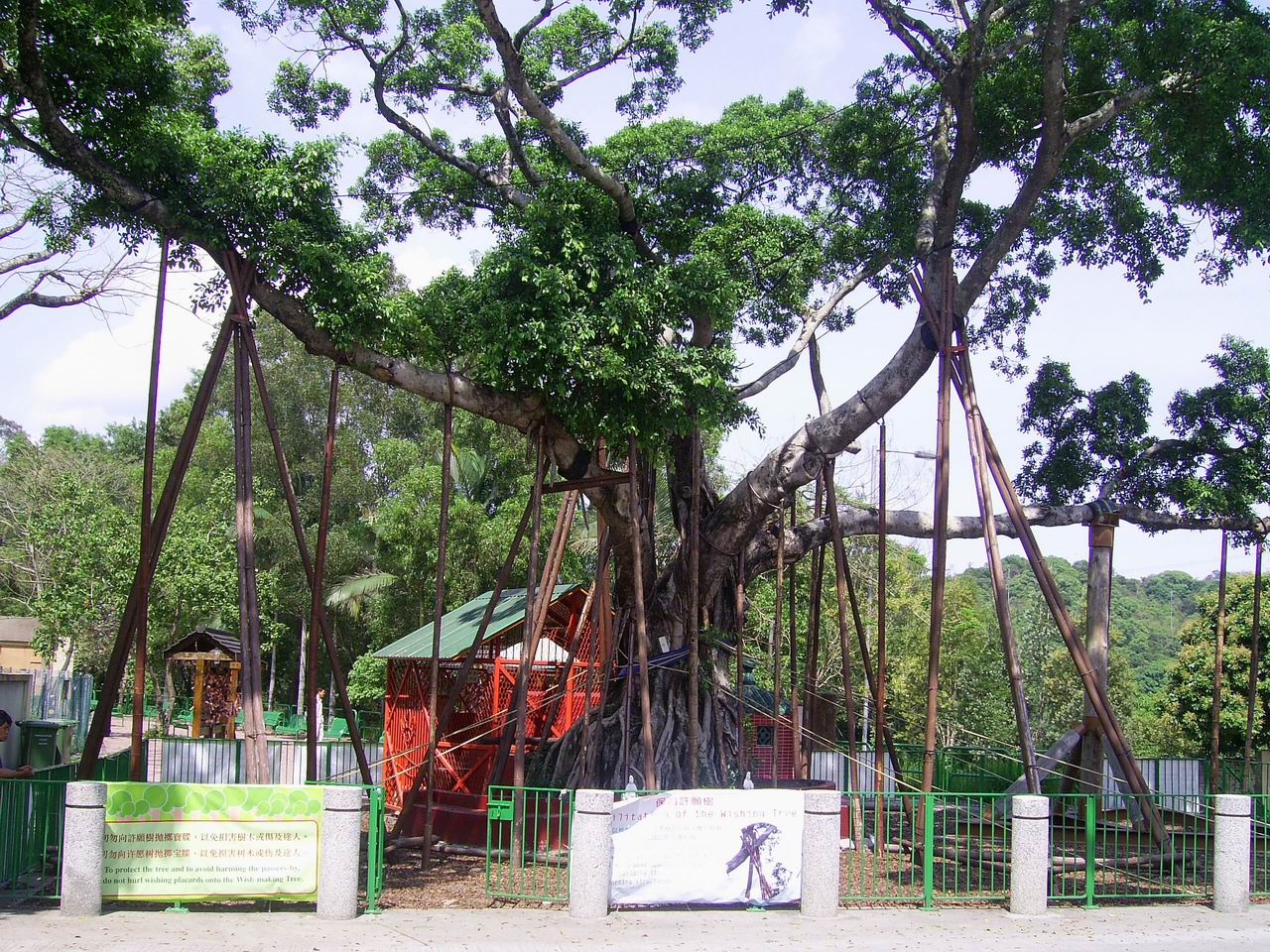
支撐系統
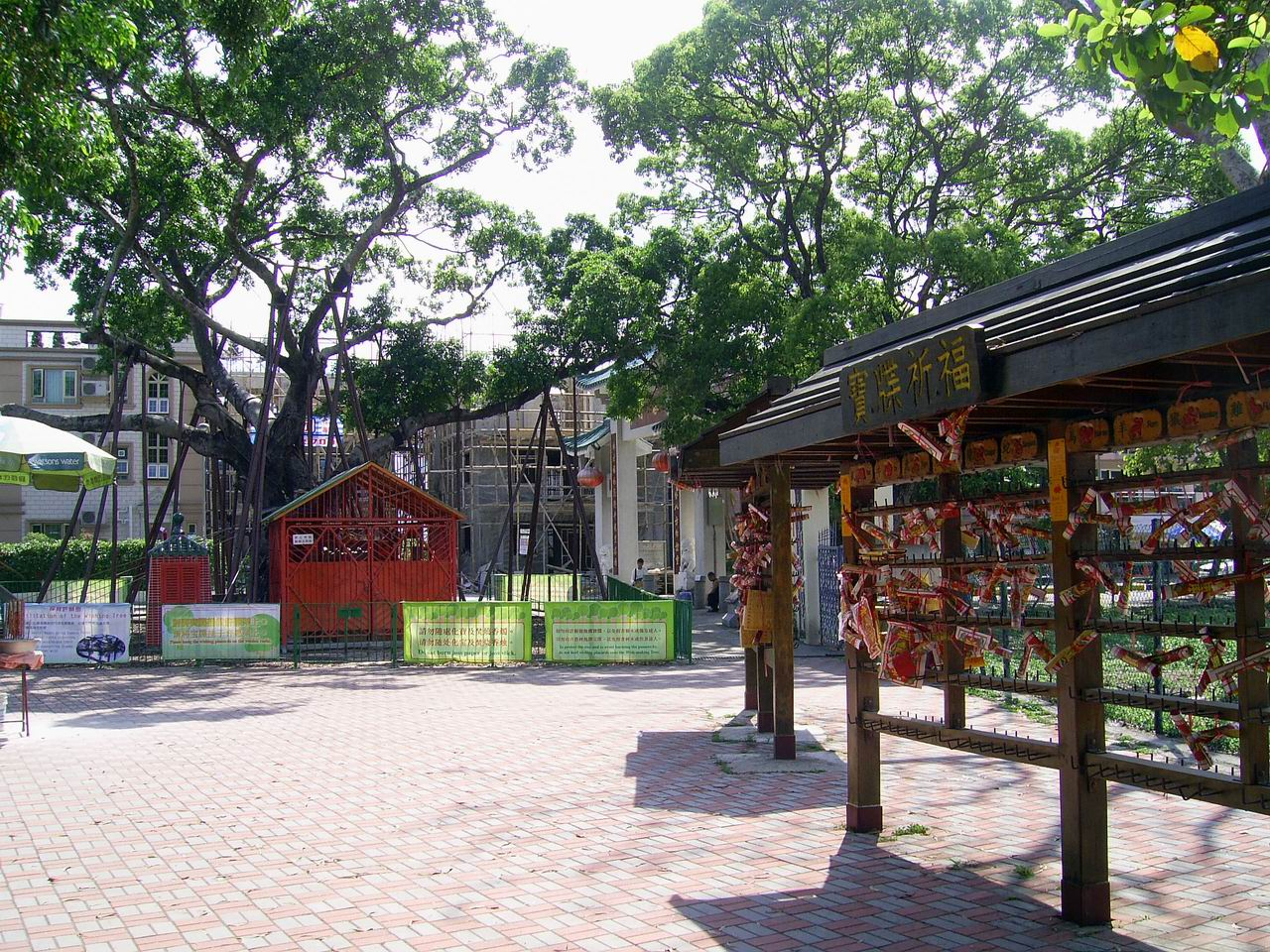
許願架

## 交通

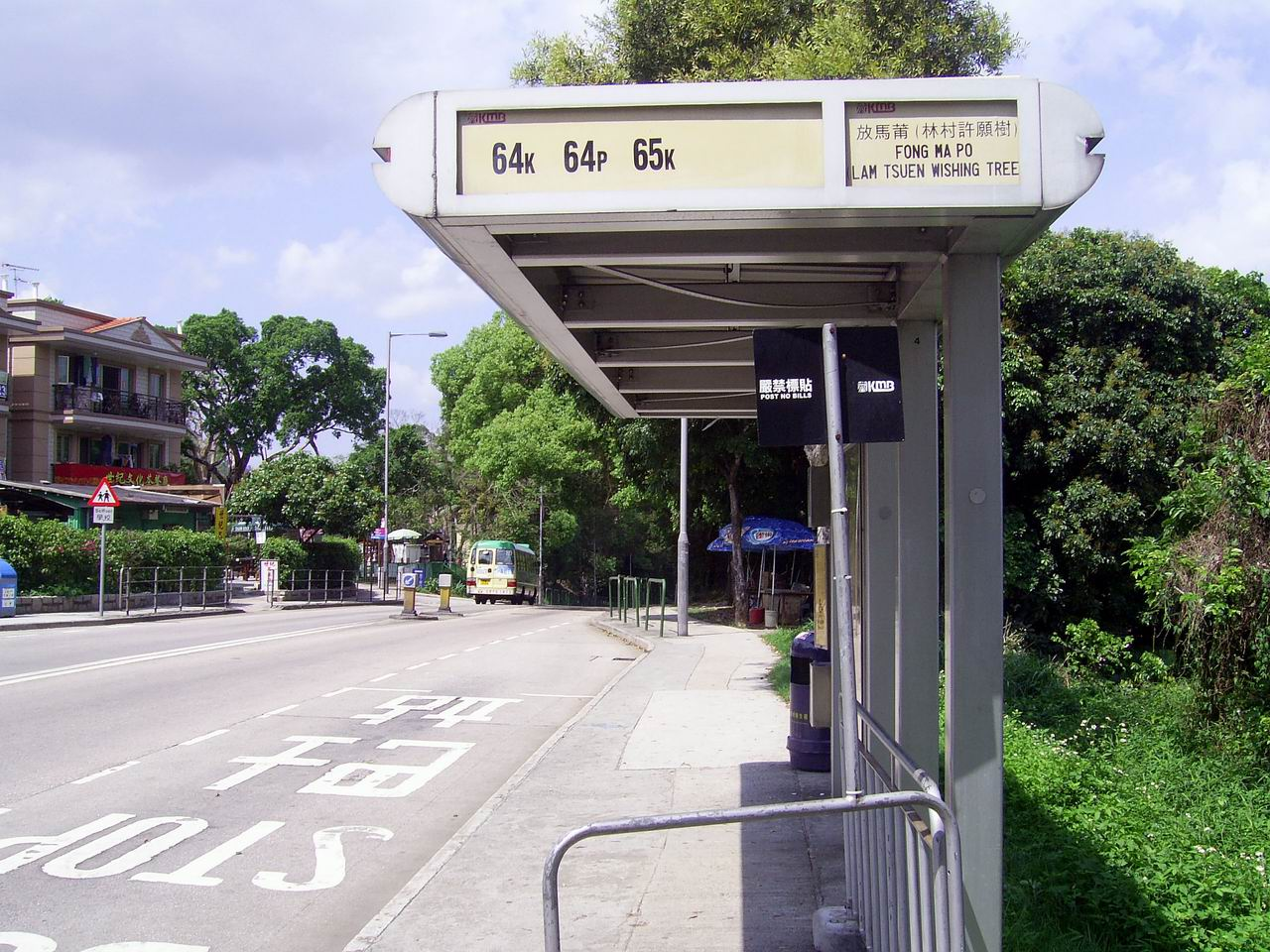
位於林錦公路的巴士站